# أنطونيو نيتو
أنطونيو نيتو (7 ديسمبر 1989 بباهيا في البرازيل - ) هو لاعب كرة قدم برازيلي في مركز الوسط. لعب مع VSI Tampa Bay FC ‏ وIpatinga Futebol Clube ‏.

## روابط خارجية
- أنطونيو نيتو على موقع قاعدة بيانات كرة القدم.إي يو (الإنجليزية)
- أنطونيو نيتو على موقع Soccerway.com (الإنجليزية)